# Kardynałowie z nominacji Mikołaja III
Mikołaj III (1277 – 1280) mianował dziewięciu kardynałów na jednym konsystorzu 12 marca 1278, w tym dwóch swoich krewnych (Latino Malabranca Orsini i Giordano Orsini).

## Konsystorz 12 marca 1278
1. Ordoño Alvares, arcybiskup Bragi – kardynał biskup Tusculum, zm. 21 grudnia 1285.
2. Bentivenga da Bentivengi OFM, biskup Todi – kardynał biskup Albano, zm. 25 marca 1289.
3. Latino Malabranca Orsini OP – kardynał biskup Ostia e Velletri, zm. 10 sierpnia 1294
4. Robert Kilwardby OP, arcybiskup Canterbury – kardynał biskup Porto e S. Rufina, zm. 12 września 1279.
5. Erhard de Lessines, biskup Auxerre – kardynał biskup Palestriny, zm. 18 lipca 1278.
6. Gerardo Bianchi, audytor litterarum contradictarum – kardynał prezbiter Ss. XII Apostoli, następnie kardynał biskup Sabiny (12 kwietnia 1281), zm. 1 marca 1302.
7. Girolamo Masci OFM, generał zakonu franciszkanów – kardynał prezbiter S. Pudenziana (tytuł nadany w 1279), następnie kardynał biskup Palestriny (12 kwietnia 1281) i papież Mikołaj IV (22 lutego 1288), zm. 4 kwietnia 1292
8. Giordano Orsini, brat papieża – kardynał diakon S. Eustachio, zm. 8 września 1287.
9. Giacomo Colonna – kardynał diakon S. Maria in Via Lata; ekskomunikowany 10 maja 1297, następnie kardynał diakon bez tytułu (15 grudnia 1305), zm. 14 sierpnia 1318.